# Парламентские выборы на Барбадосе (2003)
Парламентские выборы на Барбадосе прошли 21 мая 2003 года. В результате победу одержала Барбадосская лейбористская партия, получившая 23 из 30 мест в Палате собрания парламента Барбадоса. Явка составила 56,8 % и оказалась наименьшей с момента введения всеобщего избирательного права на Барбадосе в 1951 году.

## Избирательный закон
Парламентские выборы в нижнюю палату Парламента Барбадоса по Конституции страны должны быть проведены не позже, чем через 5 лет после предыдущих. Досрочные выборы могут быть объявлены генерал-губернатором по представлению правительства либо в результате объявления парламентом вотума недоверия премьер-министру.

## Результаты
|                                       |                                       |         |       |       |     |
| Партия                                | Партия                                | Голоса  | %     | Места | +/- |
|                                       | Барбадосская лейбористская партия     | 69 294  | 55,80 | 23    | -3  |
|                                       | Демократическая лейбористская партия  | 54 746  | 44,09 | 7     | +5  |
|                                       | Независимые                           | 137     | 0,11  | 0     | 0   |
| Недействительных/пустых бюллетеней    | Недействительных/пустых бюллетеней    | 286     | 0,23  | -     | -   |
| Всего                                 | Всего                                 | 124 177 | 100   | 30    | +2  |
| Зарегистрированных избирателей / Явка | Зарегистрированных избирателей / Явка | 218 811 | 56,88 | -     | -   |
| Источник: Nohlen                      |                                       |         |       |       |     |